# 別什查第狗拉雪橇比賽
別什查第狗拉雪橇比賽是一項在別什查第進行數十年的體育文化活動，其舉辦地點之一為波蘭喀爾巴阡山省別什查第縣內，座落於歐特利山山腳下的盧托維斯卡舉辦。比賽舉辦期間，該市及其周邊地區都會化身成場面壯觀、充滿變數的競技戰場，可近距離目睹美麗、勇敢、蓄勢待發的雪橇狗。
在過去的比賽中，總共有來自全歐洲的50多支隊伍參賽，每組以6至12隻雪橇犬組成狗隊，主要為西伯利亞哈士奇犬、阿拉斯加哈士奇犬和格陵蘭犬。賽程約120至150公里，分階段進行。此項活動最主要的特色為比賽於夜間進行，參賽者除了必須克服艱難的路面條件，也須將月光明暗納入考量。